# Izak II. Angel
Izak II. Angel (grč. Ἰσαάκιος Β’ Ἄγγελος, Isaakios II Angelos) (Carigrad, 1135. – Carigrad, 28. siječnja 1204.), bizantski car 1185. – 1195. i 1203. – 1204. kao prvi vladar iz dinastije Angela.
Porazio je Normane 1185. i Srbe 1190. godine, ali nije uspio zaustaviti slabljenje Carstva nakon razdoblja Komnena. Ratovao je bez većeg uspjeha protiv Bugara te je 1187. godine morao priznati postojanje Drugog Bugarskog Carstva. Svojom rasipnošću i nepromišljenošću doveo je Carstvo u težak položaj. Prema dogovoru iz Hadrijanopola iz 1190. godine sklopljenim s njemačkim kraljem i carem Fridrikom I. Barbarossom (1152. – 1190.) preveo je križarsku vojsku preko Helesponta za vrijeme Trećega križarskoga rata.
Godine 1195. oslijepio ga je i zbacio s prijestolja njegov brat Aleksije. Na prijestolje su ga, zajedno s njegovim sinom Aleksijem IV., vratili križari 1203. godine za vrijeme Četvrtog križarskog rata, ali su ga iduće godine svrgnule s vlasti pobunjene protukatoličke mase. Njegov sin je zadavljen, a on je zatočenn u tamnici gdje je i umro.

## Supruge i djeca
- Irena Paleolog
  - Ana Eufrozina
  - Irena Angelina
  - Aleksije IV. Angel
- Margareta Arpadović
  - Ivan Angel Srijemski

## Vanjske poveznice
| Izak II. Angel Dinastija AngelRođ. rujan 1156. Umr. siječanj 1204. |                                                                         |                                      |
| Vladarske titule                                                   |                                                                         |                                      |
| prethodnik Andronik I. Komnen                                      | bizantski car 1185.–1195.                                               | nasljednik Aleksije III. Angel       |
| prethodnik Aleksije III. Angel                                     | bizantski car 1203.–1204. Zajedno s Aleksijem IV. Angelom (1203.–1204.) | nasljednik Aleksije V. Duka Murzuful |